# Saugues
 Saugues  es una población y comuna francesa, situada en la región de Auvernia, departamento de Alto Loira, en el distrito de Le Puy-en-Velay. Es el chef-lieu y mayor población del cantón de Saugues.

## Enlaces externos

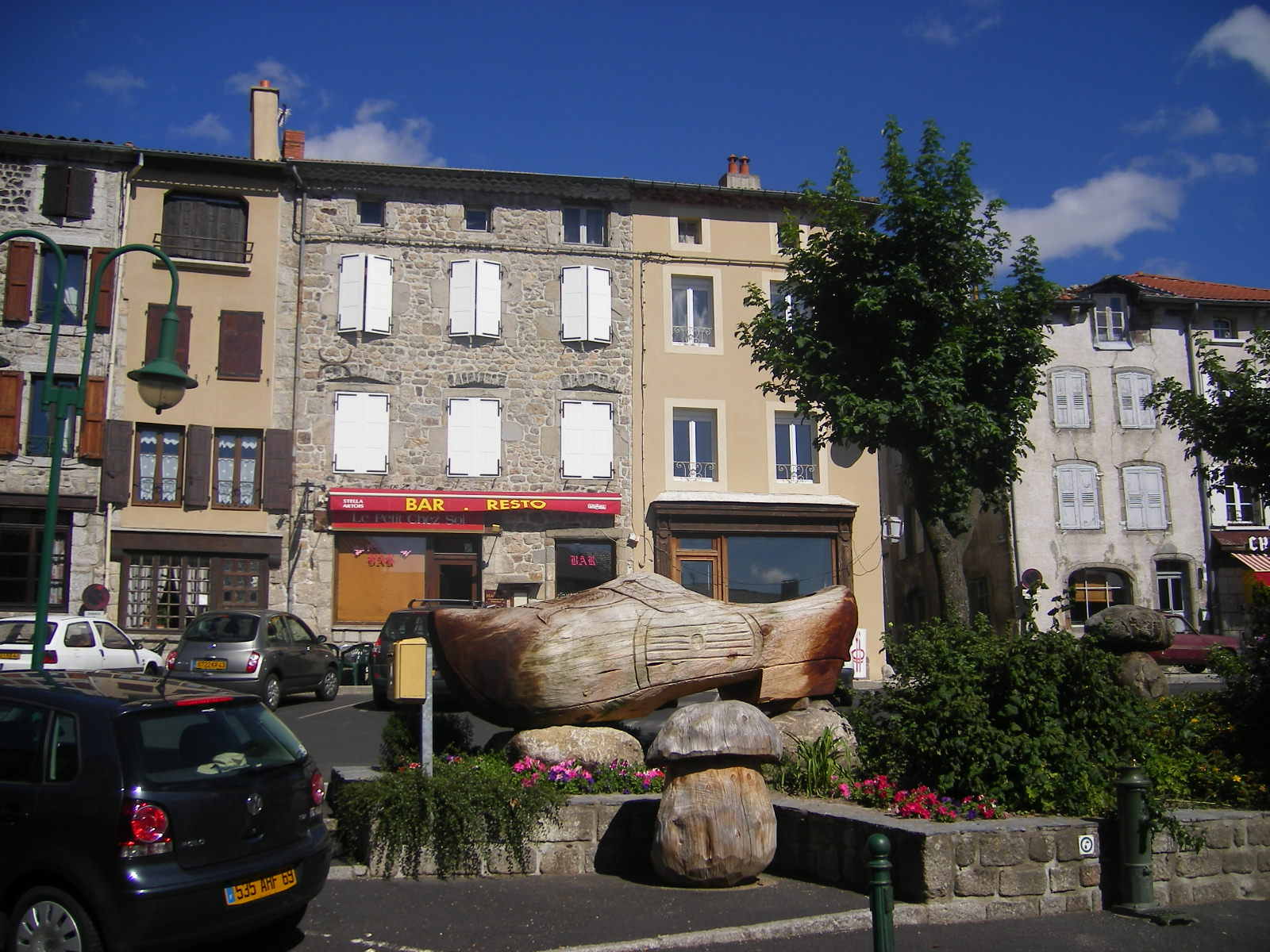
Calle
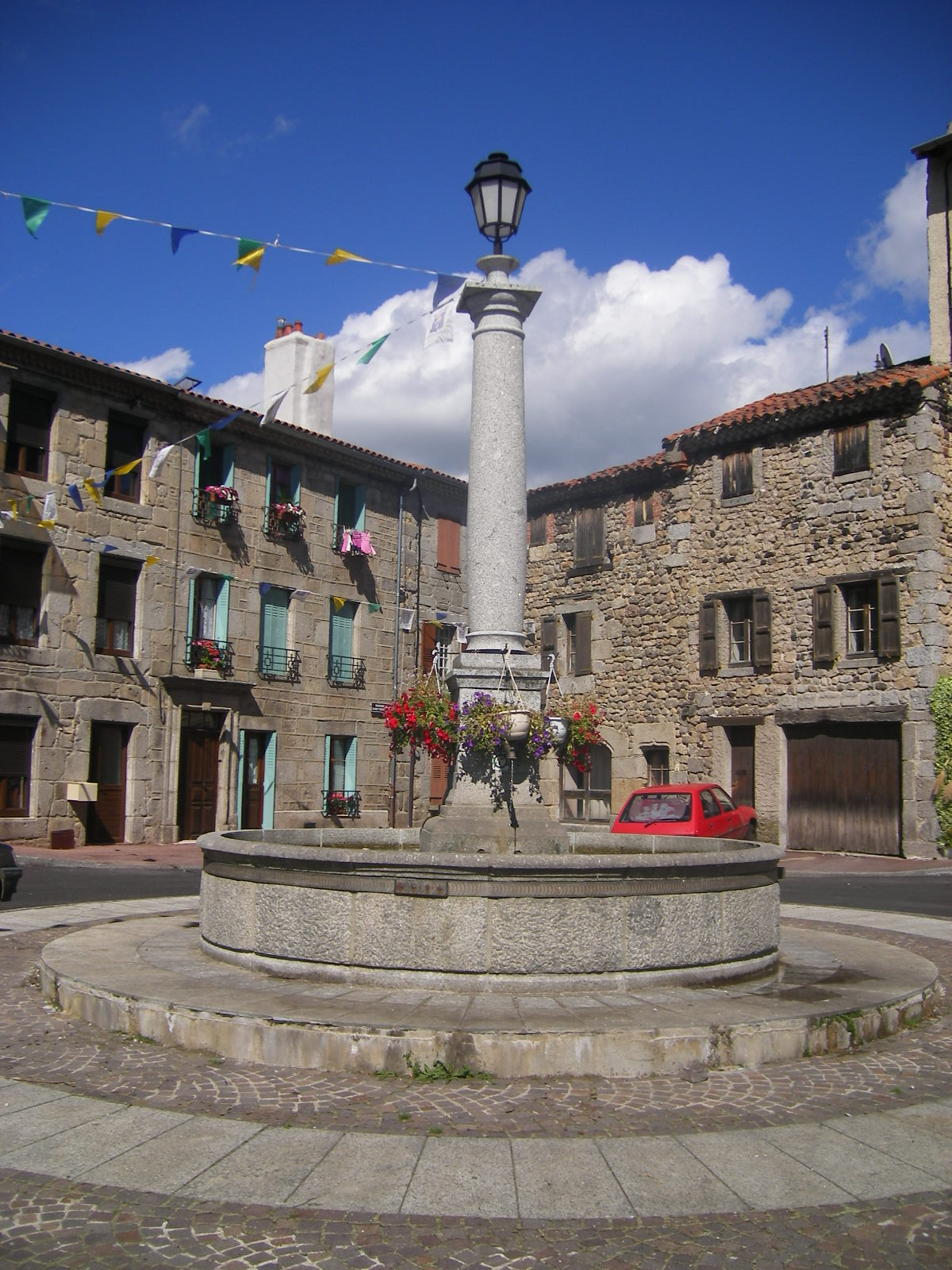
Plaza
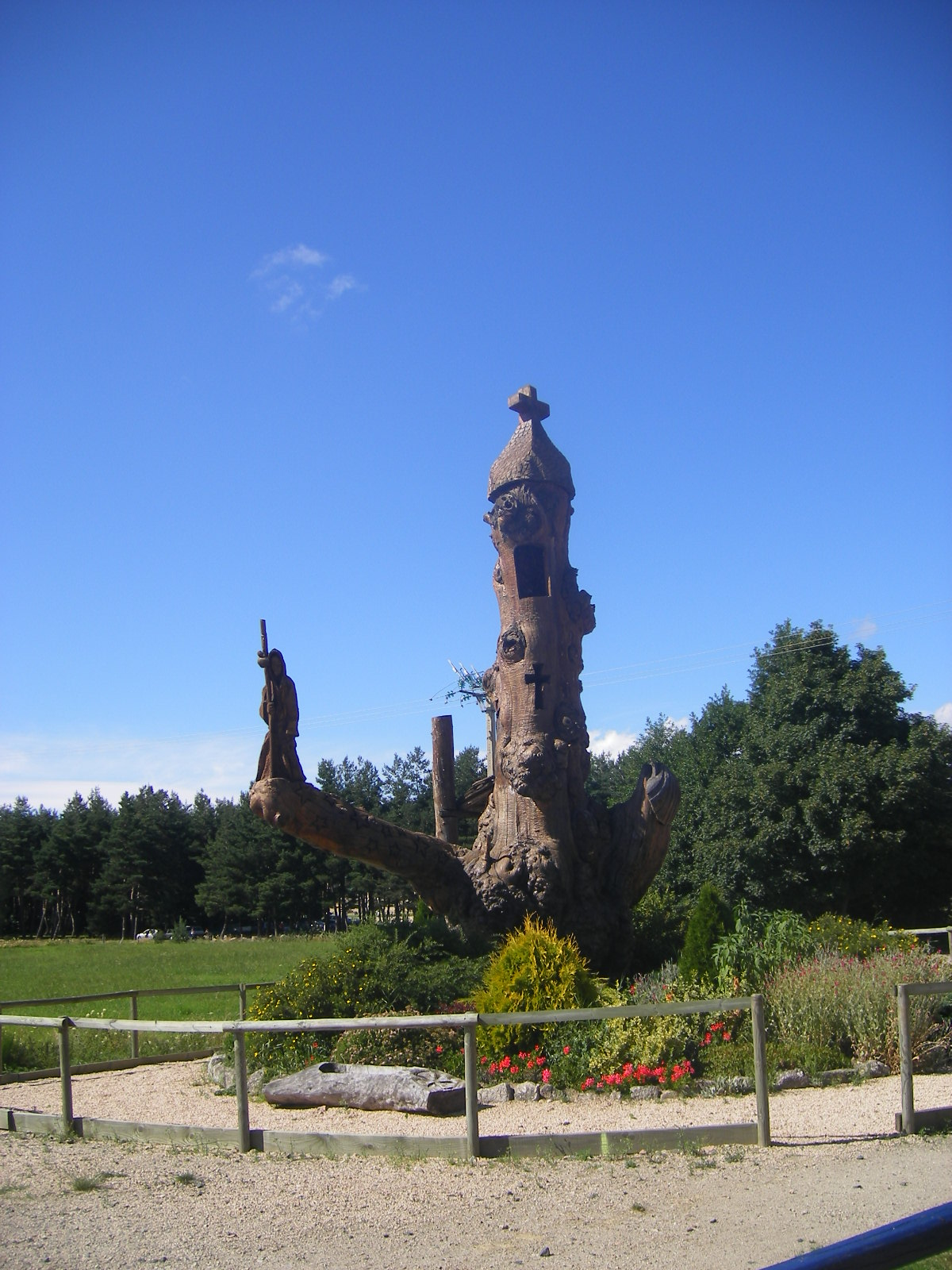
Escultura al camino de Compostela
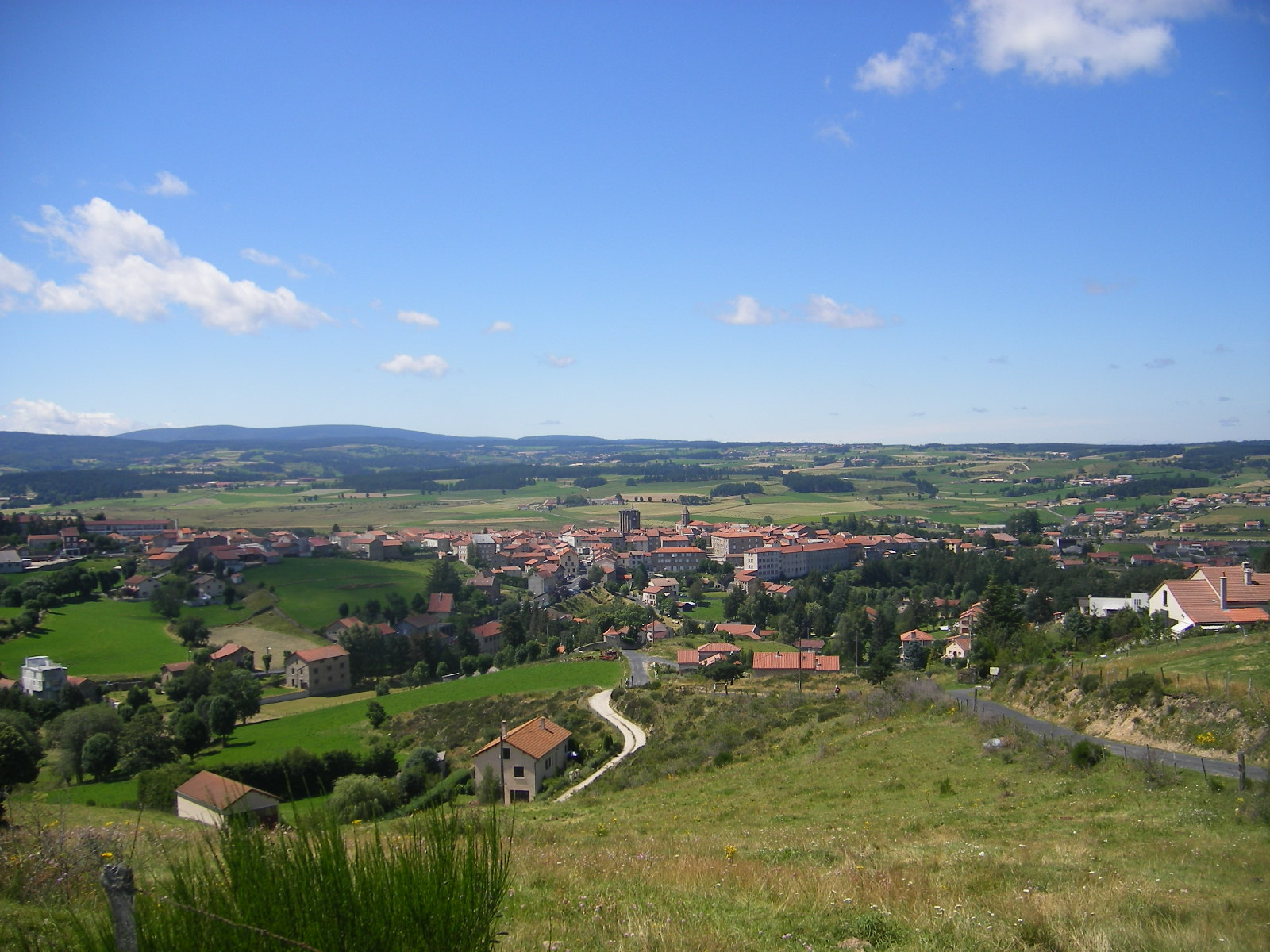
Panorama de la villa

## Demografía
| 2640 | 2493 | 2371 | 2288 | 2089 | 2013 |
| Para los censos de 1962 a 1999 la población legal corresponde a la población sin duplicidades (Fuente: INSEE [Consultar]) |      |      |      |      |      |